# Saint-Léger-en-Yvelines
 Saint-Léger-en-Yvelines  es una población y comuna francesa, en la región de Isla de Francia, departamento de Yvelines, en el distrito de Rambouillet y cantón de Rambouillet.

## Demografía
| 680 | 641 | 806 | 969 | 1074 | 1322 | 1513 | 1419 | 1444 |
| Para los censos de 1962 a 1999 la población legal corresponde a la población sin duplicidades (Fuente: INSEE [Consultar]) |     |     |     |      |      |      |      |      |